# Robotron: 2084
Robotron: 2084 (ofta kallat endast Robotron) är ett arkadspel skapat av Vid Kidz 1982 för Williams Electronics. Spelet var på den tiden unikt för de två 8-vägs joystickar som användes för varje spelare, en för att förflytta spelkaraktären och en för att sikta.
Williams Electronics släppte 1990 Smash TV med ett liknande spelsätt som Robotron.